# Cắt, sao chép và dán
Trong giao tiếp người–máy tính, cắt và dán và sao chép và dán là các lệnh thường gặp, cung cấp kỹ thuật thao tác dựa trên giao diện người dùng nhằm chuyển tải văn bản, dữ liệu, tập tin hay các đối tượng từ một vị trí nguồn tới một vị trí đích. Phổ biến nhất là thao tác cắt và dán các đoạn văn bản thuần từ nơi này sang nơi khác. Lệnh cắt xoá dữ liệu được chọn khỏi vị trí nguồn, trong khi lệnh sao chép tạo ra một bản sao để đưa sang nơi khác; trong cả hai trường hợp dữ liệu được chọn sẽ được lưu tại bộ nhớ đệm. Dữ liệu trong bộ nhớ đệm sau đó được thêm vào vị trí mới sử dụng lệnh dán.